# Faculté de théologie protestante de Strasbourg
Pour les articles homonymes, voir Faculté de théologie protestante.
La faculté de théologie protestante de Strasbourg est une composante de l'université de Strasbourg, située à Strasbourg, sur le site du Campus central, plus particulièrement dans le palais universitaire. L'université de Strasbourg tenant son origine du « Gymnase protestant », fondé en 1538 par le pédagogue protestant Jean Sturm, elle partage avec la faculté une histoire commune. Actuellement, elle est la seule institution française à délivrer des diplômes nationaux en théologie protestante.

## Historique

### Origines de la faculté

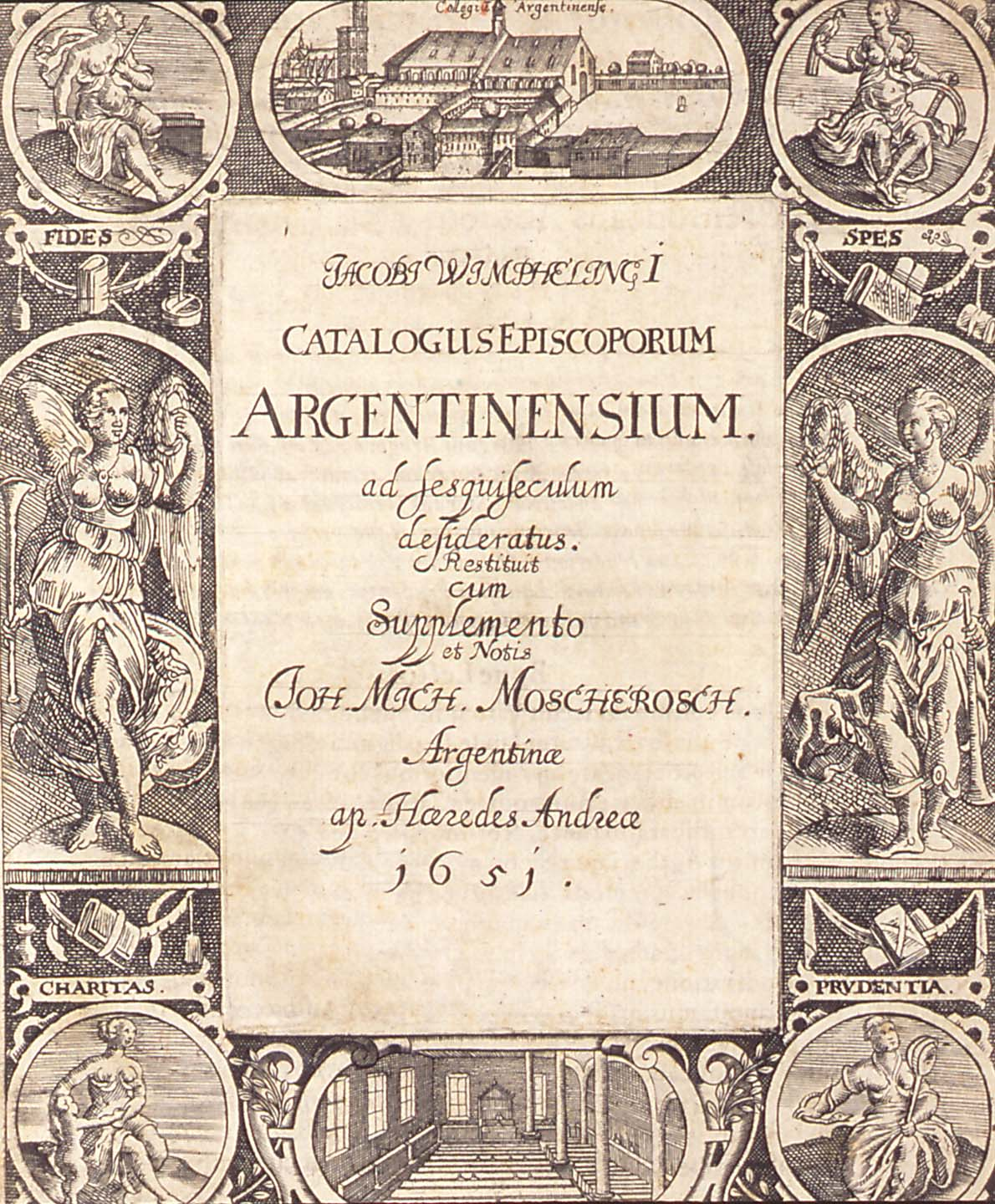
Vue de l’ancienne Université de Strasbourg dans le couvent des Dominicains et d’une salle de cours. Page de titre de l’œuvre de Jacob Wimpheling, Catalogus Episcoporum Argentinensium 1651.

Dès 1523, les premiers Réformateurs strasbourgeois ont commencé à enseigner la théologie. Toutefois, ils ne le font que devant un petit comité et exclusivement en latin. Progressivement des cours de langues bibliques (hébreu et grec), de poésie, de rhétorique, de mathématiques et de droit sont instaurés afin d’améliorer la formation des clercs. Dans les années 1530, Martin Bucer, Capiton et Hédion essayent de donner à tour de rôle des cours d'exégèse biblique.
Toutefois, ce n’est qu’en 1538 qu'est fondée l'ancêtre de la faculté de théologie protestante, la Schola Argentoratensis, ou Haute École de Strasbourg. Dans ce gymnase, la théologie occupe une place privilégiée parmi les autres matières enseignées. Strasbourg étant passée entièrement dans le camp évangélique, il est alors nécessaire de former des pasteurs compétents bien que l'établissement soit ouvert à tous. De plus de ce but pratique, la théologie est à l'époque de toutes les sciences et c'est sur elle que se basent les autres matières. Cependant, les étudiants ne peuvent être diplômés en théologie ; ce n'est qu'en 1566 qu'ils peuvent obtenir un baccalauréat ou une maîtrise, lorsque l'école est élevée au rang d'Académie en 1566. L'enseignement en théologie reste néanmoins quasiment le même.
En effet, malgré ce handicap, le Gymnase fournit un enseignement aussi riche que dans une faculté et rencontre un grand succès. Des théologiens illustres viennent y enseigner, comme Jean Calvin entre 1538 et 1541. Dans les années 1540, il y a quatre chaires de théologie : celle d'hébreu et d'études sur l'Ancien Testament tenue par Paul Fagius, celle de Pierre Martyr Vermigli plus portée sur les Pères de l'Église, celle de Jean Marbach, lequel aime traiter des controverses luthériennes, et enfin celle de théologie systématique de Louis Rabus.
Toutefois, l'enseignement de la théologie se dégrade au début des années 1560 avec le renforcement de la confession luthérienne qui oblige certains théologiens à quitter leur chaire, comme Girolamo Zanchi. Or, l'école ne leur trouve pas de remplaçant. En 1569, seul Jean Marbach enseigne encore la théologie. La situation ne s'améliore qu'avec l'arrivée de Jean Pappus. Il devient rapidement la personnalité prédominante de l'Académie et est le premier à donner un cours spécifique à l'histoire de l'Église vers 1580. Les fils de Jean Marbach, Érasme et Philippe, deviennent professeurs de théologie pratique, Philippe remplaçant son frère aîné à sa mort.
Au début du XVIIe siècle, chaque interprétation doit se faire en accord avec les règles de la Confession d'Augsbourg et de la Formule de Concorde. De plus en plus, les professeurs se tournent vers une théologie de controverse, laissant s'abaisser la qualité de l'enseignement. Ainsi, les seuls écrits connus de Jean Tauffer, le successeur de Philippe Marbach, sont des tracts polémiques contre les catholiques et les réformés. La réputation de la Faculté s'en ressent, d'autant plus que seuls les étudiants fortunés peuvent atteindre le doctorat en se rendant dans les universités voisines.

### Sous l'Ancien Régime

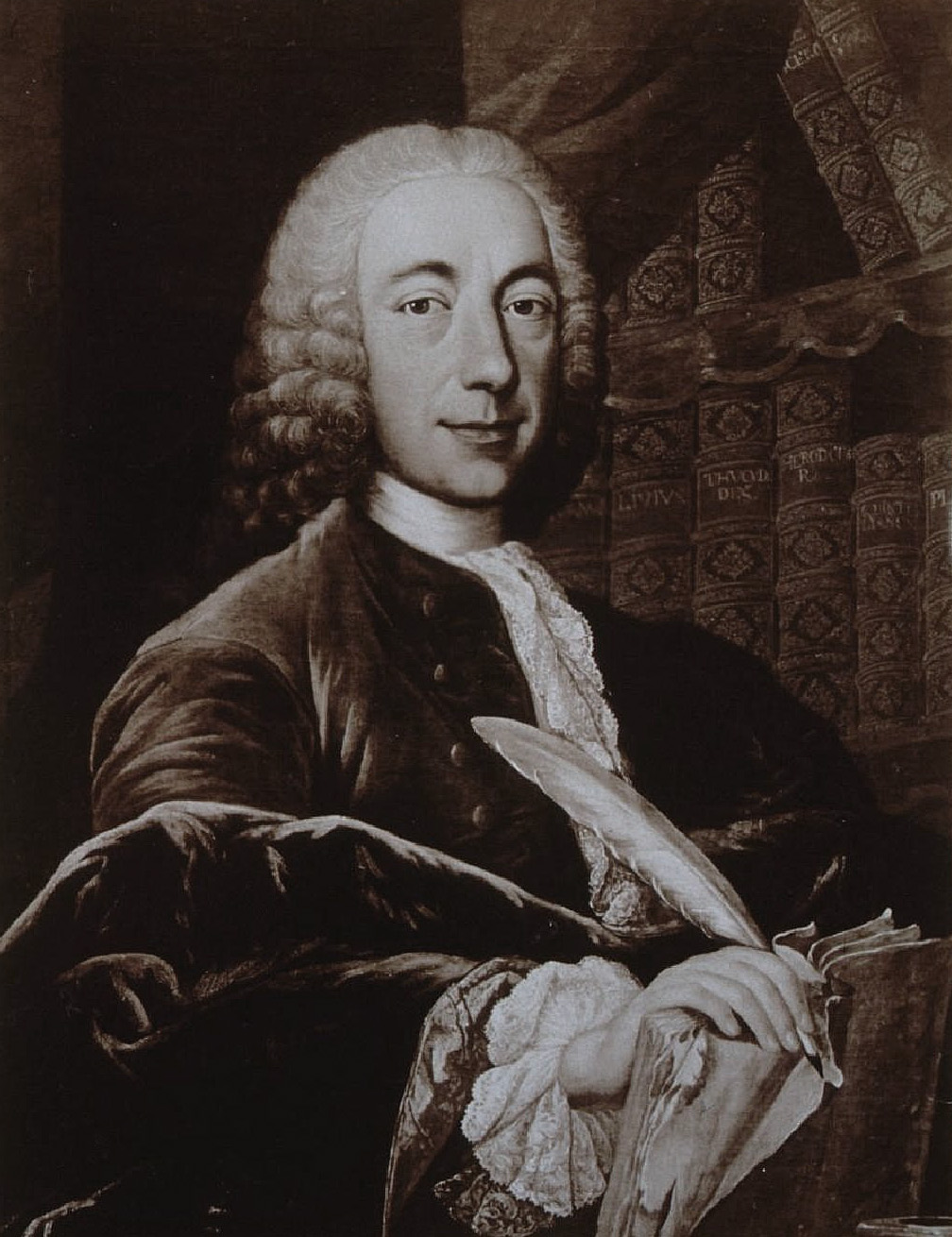
Jean-Daniel Schoepflin, historien protestant qui donne à l'Université ses lettres de noblesse au XVIIIe siècle.

En 1617, les droits universitaires sont donnés à l'université des Jésuites à Molsheim. Cette concurrence exercée par les catholiques renforce la volonté de Strasbourg de faire bénéficier l'académie luthérienne des mêmes droits. Finalement, la ville obtient le privilège tant convoité en 1621 par l'empereur Ferdinand II. La Faculté de théologie naît alors officiellement, avec pour premier doyen le professeur Bechtold. Elle dispose de quatre chaires. Le premier docteur en théologie est Tobie Specker.
Le nouveau statut de l'école permet un renouveau des études théologiques à Strasbourg. Les professeurs Jean Schmidt, Jean Georges Dorsch et Jean Conrad Dannhauer (la « triade johannique ») se révèlent plus féconds sur le plan des publications et influencent considérablement leurs élèves. Ils restent farouchement partisans de l'orthodoxie luthérienne, allant parfois jusqu'au fanatisme dans leurs démarches afin de conserver la pureté de la doctrine luthérienne. Toutefois, c'est une norme dans la grande majorité des facultés de théologie protestante de langue allemande au XVIIe siècle. Schmidt est celui qui connaît le mieux des trois les écrits de Luther. Dorsch, lui, a notamment rédigé une Theologia moralis. Enfin, Dannhauer, le plus important des trois, est qualifié de « second Augustin » et excelle dans les prédications. Il a beaucoup écrit, notamment une dogmatique de mille pages intitulée Hodosophia christiana sive Theologia positiva. Dans la seconde moitié du XVIIe siècle, ce sont deux autres figures qui émergent, celles de Balthasar Bebel et de Sébastien Schmidt, qui est le premier traducteur luthérien de la Bible (du grec et de l'hébreu au latin). Les étudiants de la Faculté sont majoritairement de futurs pasteurs, même s'il y eut quelques exceptions (un ramoneur, qui connaissait le latin, a par exemple suivi les cours de Dannhauer).
En 1681, le passage de Strasbourg à la France catholique marque cependant une coupure dans l'épanouissement de la Faculté. Bien que la ville ait le droit de conserver son ancienne administration, dont « l'Université avec tous [ses] docteurs, professeurs et étudiants. » Toutefois, Louis XIV impose dès le 21 mai 1685 un prêteur royal, censé veiller aux droits et à la protection de l'Université. Dans la pratique, il cherche plutôt à en limiter l'extension et à en surveiller l'activité, d'autant plus après le transfert de l'Université catholique à Strasbourg en 1701. La plupart du temps, les relations entre la ville, l'Université et le prêteur restent correctes, mais l'établissement de ce statu quo empêche toute réforme profonde, tant dans le nombre de chaires que dans les cours.
L'Université rayonne à nouveau à partir des années 1720, en grande partie grâce à l'historien Jean-Daniel Schoepflin. À la faculté de théologie, il n'y a plus de grand savant après le départ de Sébastien Schmidt mais plutôt des pasteurs de valeur. La langue officielle des cours reste le latin, même si certains professeurs utilisent le français dans le cadre des cours privés. L'orthodoxie luthérienne est toutefois ébranlée avec la pénétration des idées des Lumières au sein de l'école. Malgré la résistance de l'administration et de la plupart des professeurs (à l'image de Sigmund Friedrich Lorenz), cet esprit nouveau est de plus en plus présent dans les années 1780 à travers les personnages de Jean Laurent Blessig, Isaac Haffner et de Philippe-Jacques Müller.

### Fin de l'université luthérienne sous la Révolution

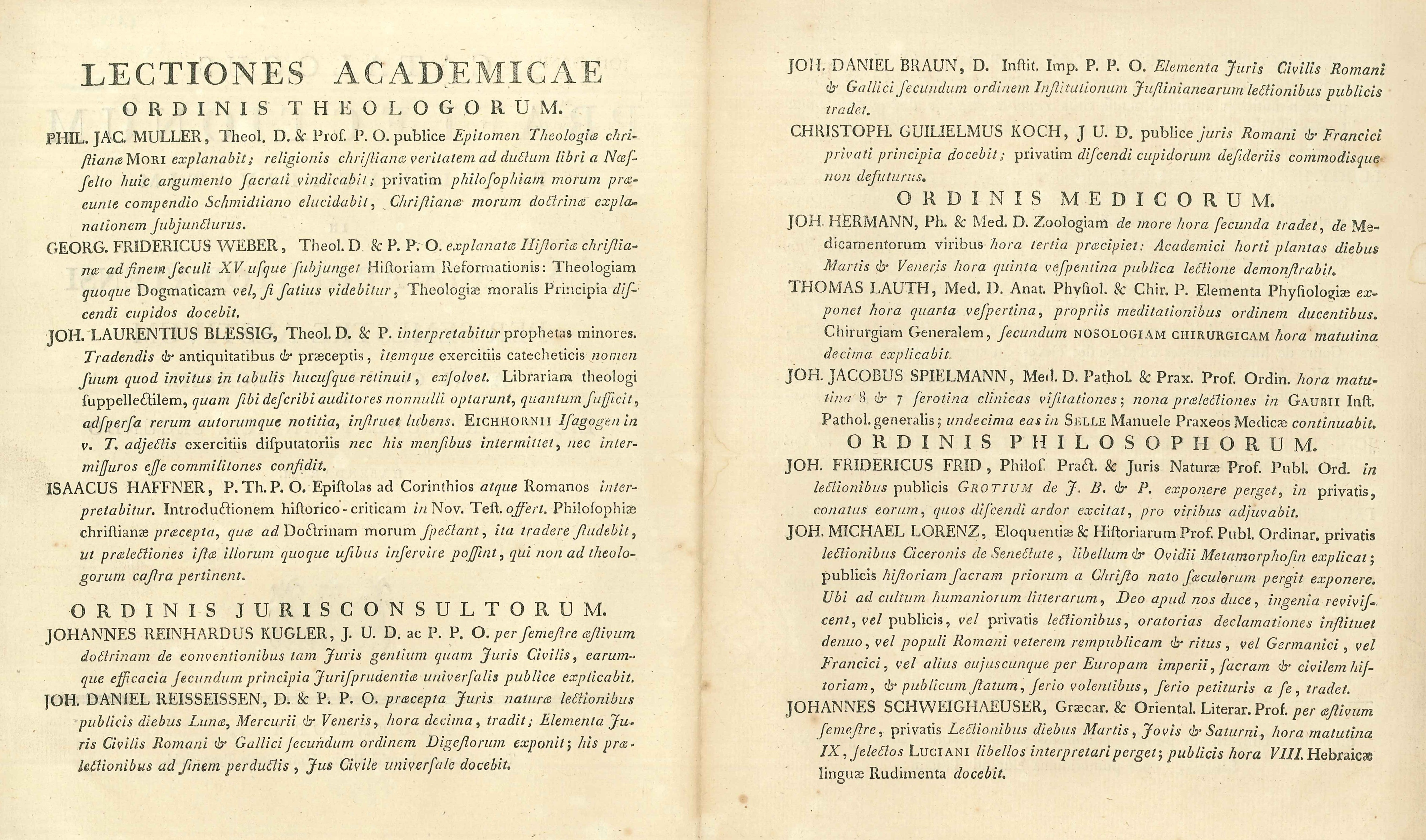
Extrait d'un fascicule cataloguant les publications faites par les professeurs de la Faculté en 1793. Coll. Médiathèque protestante de Strasbourg.

Lorsqu'éclate la Révolution française, les professeurs se révèlent plutôt favorables aux réformes entreprises, les protestants (luthériens et réformés) devenant égaux aux catholiques. En outre, l'Assemblée nationale se laisse convaincre par le juriste Christophe-Guillaume Koch de laisser leurs biens aux protestants. L'université peut donc en théorie être administrée comme par le passé. Néanmoins, le nombre d'étudiants baisse très rapidement, l'établissement étant perçu comme une relique de l'Ancien Régime. C'est finalement l'article III du 15 septembre 1793 qui signe la fin de l'université en exigeant la fermeture de toutes les facultés sur le territoire français. Malgré la chute du régime de la Terreur, l'enseignement supérieur n'est pas restauré. En 1795 sont créées des « Écoles centrales », mais elles ne fonctionnent que difficilement.
Pendant cette période de troubles, les professeurs, même rationalistes, restent fidèles à leur foi. Beaucoup se retrouvent enfermés. Après le 9 Thermidor, ils donnent des cours privés à leurs domiciles, auxquels assistent de rares étudiants. L'Institut national des sciences et des arts recrute sept personnalités strasbourgeoises, dont le directeur du Gymnase Jérémie-Jacques Oberlin. Les efforts des professeurs, en particulier de Koch, pour rétablir l'Université ne sont finalement récompensés que sous le Consulat. Napoléon Bonaparte souhaitant centraliser l'enseignement supérieur, la décision fut prise de créer un établissement spécifique à l'enseignement de la théologie protestante. Les Articles organiques de 1802 déclare ainsi la création d'une académie ou d'un séminaire pour les luthériens à Strasbourg. L'Académie protestante est fondée peu de temps après, pour prendre finalement le nom de « Séminaire protestant » en 1808, pour éviter toute confusion avec les académies impériales.

### Après la renaissance, le prestige
L'Université impériale est fondée par décret le 8 mars 1808. Parmi les facultés dont doivent bénéficier chaque académie qui la compose, celle de théologie (protestante et catholique), est immédiatement évoquée. Cependant, seules la faculté de théologie protestante de Montauban et celle de Genève sont consacrées à l'enseignement de la théologie protestante (réformée) en langue française à partir de 1809. À Strasbourg, c'est surtout l'existence du séminaire qui retarde la création de la faculté, mais aussi les revendications des réformés. Ces derniers aimeraient pouvoir disposer de la Faculté  puisqu'ils ne possèdent pas de lieu de formation à Strasbourg à cette époque, le séminaire étant un établissement luthérien. Finalement, une faculté de théologie protestante dépendante de l'Académie royale est créée en 1819, tout en coexistant avec le Séminaire. Elle conserve son héritage luthérien, mais consent à offrir une chaire de dogme réformé aux calvinistes en 1820.
Tout d'abord, la Faculté n'est constituée que de trois chaires : celles de dogmatique, d'histoire ecclésiastique et de morale évangélique. Très vite, les chaires d'exégèse et d'éloquence sacrée y sont adjointes. Tous les professeurs enseignent également au Séminaire, à l'exception du titulaire de la chaire de dogme réformé. Les deux organes, l'un dépendant de l'État, l'autre de l'Église de la confession d'Augsbourg, veillent à se compléter et à se coordonner. Ils sont en outre tous deux logés au sein du 1a et 1b quai Saint-Thomas. Progressivement, la faculté devient l'une des principales portes d'entrée des sciences des religions allemande en France, qui participe au renouvellement de la compréhension de la religion et de son utilité sociale.

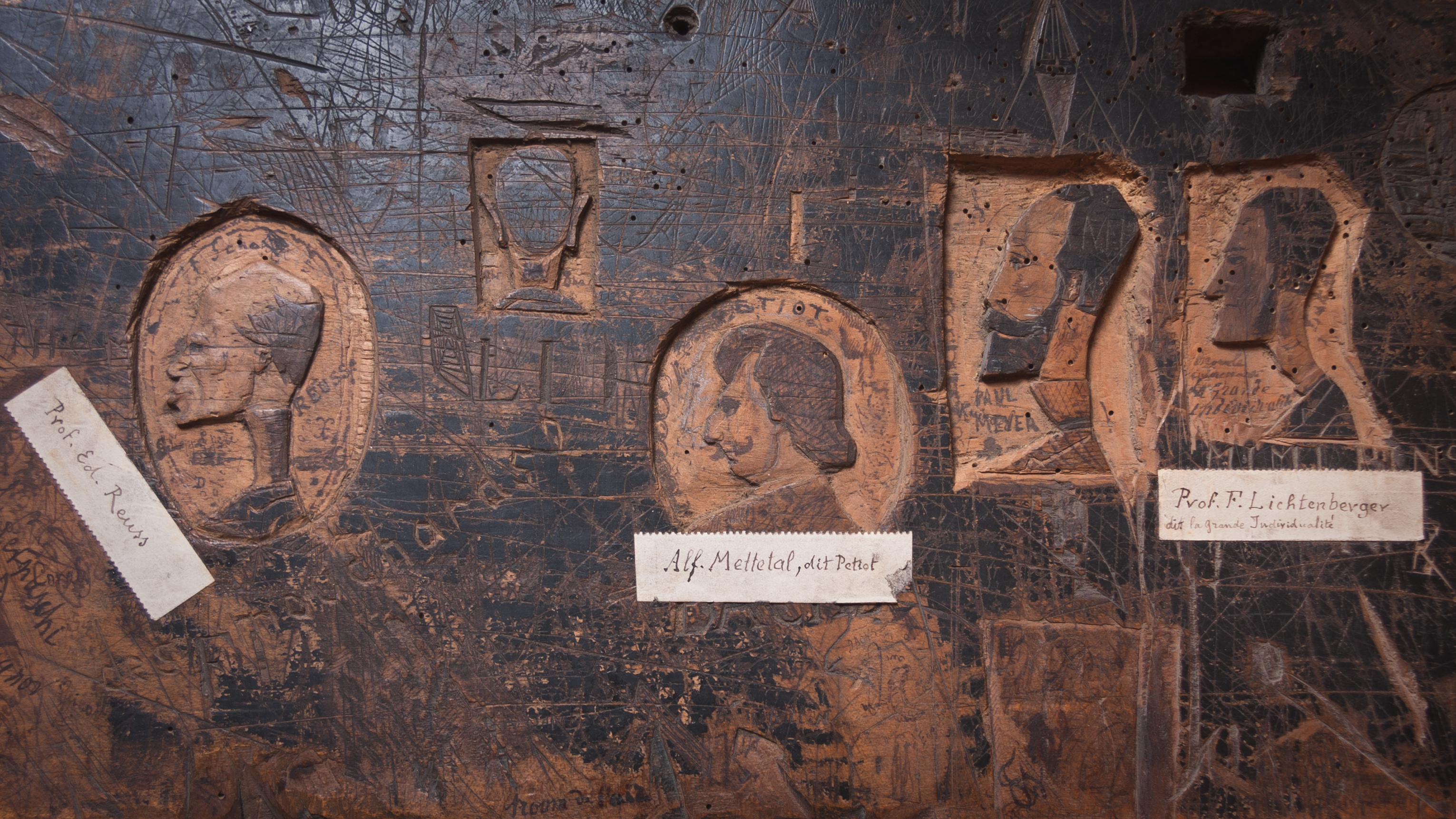
Caricatures des professeurs de la Faculté de théologie protestante datant des années 1860. On y voit notamment Édouard Reuss et Frédéric Lichtenberger. Coll. Médiathèque protestante de Strasbourg.

Dans les années 1820, une nouvelle génération de professeurs vient enseigner à la Faculté, avec Jacques Matter à la chaire d'histoire ecclésiastique, Mathias Richard à celle du dogme réformé et Jean-Frédéric Bruch à celle de morale chrétienne. Cependant, les nominations posent beaucoup de difficultés, étant donné qu'elles sont basées sur un concours entre plusieurs docteurs de théologie issus du Séminaire. Cette manière de nommer est finalement abandonnée quelques années plus tard, au profit du gouvernement qui doit choisir les titulaires parmi une liste dressée par la Faculté. Toutefois un inconvénient de taille demeure : les professeurs ne disposent souvent pas de la chaire qui leur sied le mieux. Ainsi, Charles Schmidt est pendant vingt ans professeur d'homilétique et ce n'est qu'ensuite qu'il peut enseigner sa spécialité, l'histoire ecclésiastique.
À partir des années 1830, la Faculté bénéficie d'un rayonnement de plus en plus grand. Ce succès est dû aux travaux d'Édouard Guillaume Eugène Reuss, de Charles Schmidt et de Jean-Frédéric Bruch. Ce dernier semble être le premier à avoir attiré l'attention des théologiens allemands avec son Lehrbuch der christlichen Sittenlehrer, paru en 1829. La France ne s'intéresse à la Faculté qu'à partir de la décennie suivante grâce aux historiens de la Faculté et du Séminaire (Matter, Schmidt). Cet intérêt pour la Faculté est renforcé dans les années 1850 avec l'arrivée de jeunes professeurs libéraux comme Timothée Colani et la fondation de la Revue de Théologie et de Philosophie chrétienne (surnommée la Revue de Strasbourg). La Faculté devient ainsi une école avant-gardiste en matière de théologie. Néanmoins, la prospérité et la renommée de l'établissement sont brisées par la guerre franco-prussienne de 1870.

### De 1870 à aujourd'hui: une faculté qui survit et se renouvelle

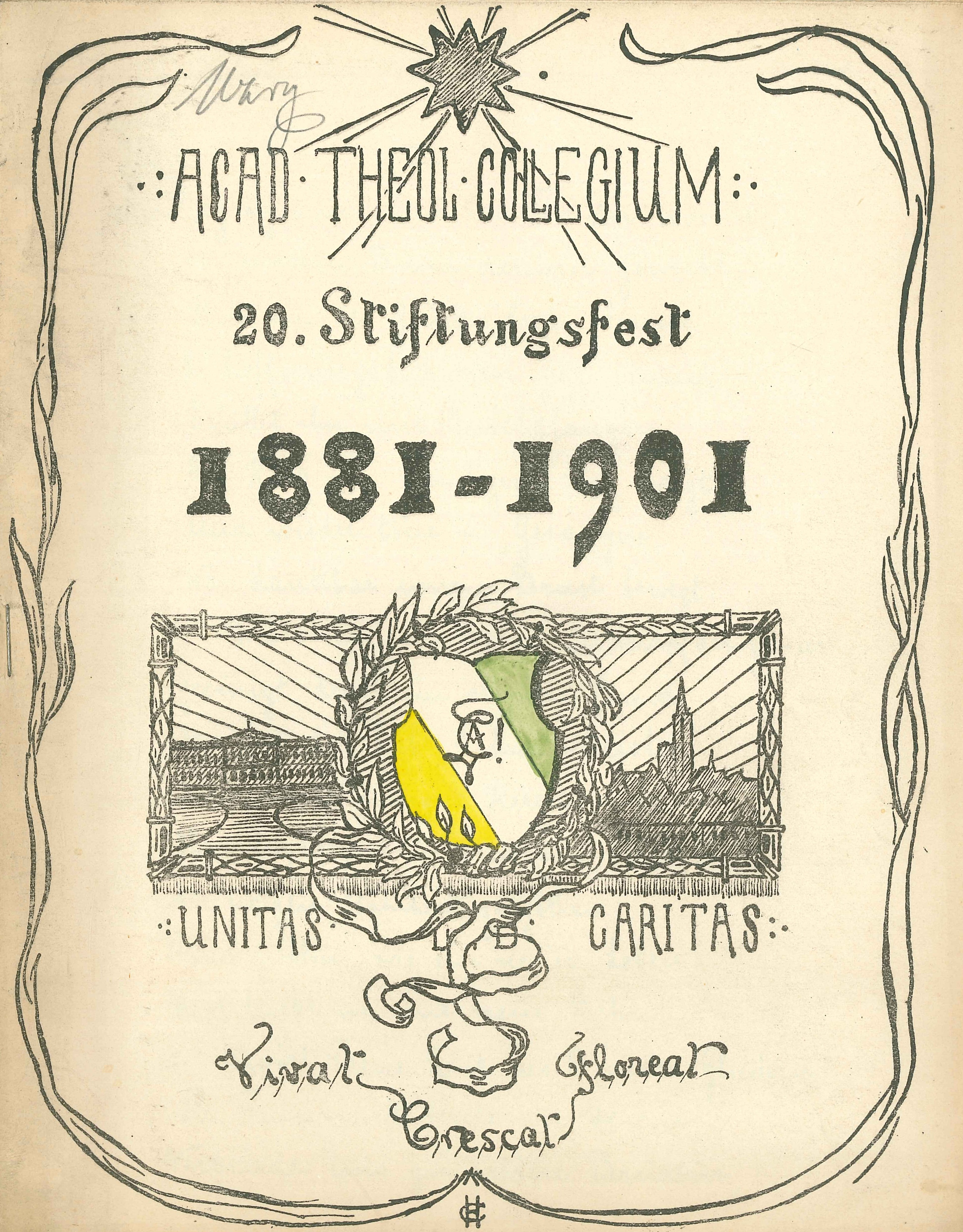
Prospectus de la Faculté de théologie protestante à l'époque allemande. Ici, il s'agit d'une invitation à une fête pour les vingt ans d'une association. Coll. Médiathèque protestante de Strasbourg.

Le traité de Francfort vient à peine d'être signé lorsque le Reich allemand décide de créer une toute nouvelle université allemande à Strasbourg à la place des établissements d'origine française. Un an plus tard, la Faculté et le Séminaire cessent d'exister et la Reichsuniversität est officiellement inaugurée le 1er mai 1872. À partir de 1884, les facultés sont installées dans l'actuel Palais universitaire qui venait d'être construit. Les anciens professeurs qui ne sont pas partis en France viennent enseigner au sein de la nouvelle Faculté. Par exemple, Édouard Reuss occupe la chaire d'Ancien Testament jusqu'en 1889. En outre, Jean-Frédéric Bruch assure une certaine continuité en étant nommé recteur. Des professeurs allemands de renom viennent donner des cours sur le Nouveau Testament, comme Heinrich Julius Holtzmann ou Friedrich Spitta. De nouveaux professeurs alsaciens se font également un nom, comme Paul Lobstein ou Albert Schweitzer. Cependant, la Faculté est souvent décriée par ses contemporains alsaciens en raison de la présence de nombreux professeurs allemands et de son parti-pris libéral, à une époque de grand renouveau confessionnel.

Lorsque la Première Guerre mondiale éclate, la France songe déjà à plusieurs projets de remplacement de la Kaiser Wilhelms-Universität. La guerre vide les facultés. Peu de temps après l'armistice, l'Université allemande est fermée. L'Université française ouvre dès le 15 janvier 1919. Il n'y a pas de période de transition, la langue d'enseignement passant radicalement de l'allemand au français. L'établissement n'a que six facultés à sa création, parmi lesquelles figure la Faculté de théologie protestante, malgré la loi de séparation des Églises et de l'État en vigueur dans le reste du pays. La cérémonie d'inauguration n'a lieu cependant que le 22 novembre 1919, en présence du président de la République Raymond Poincaré. La Faculté est tout d'abord dotée de six chaires magistrales et de cinq maîtrises de conférences (bien qu'il y en ait un sixième dès 1920). 

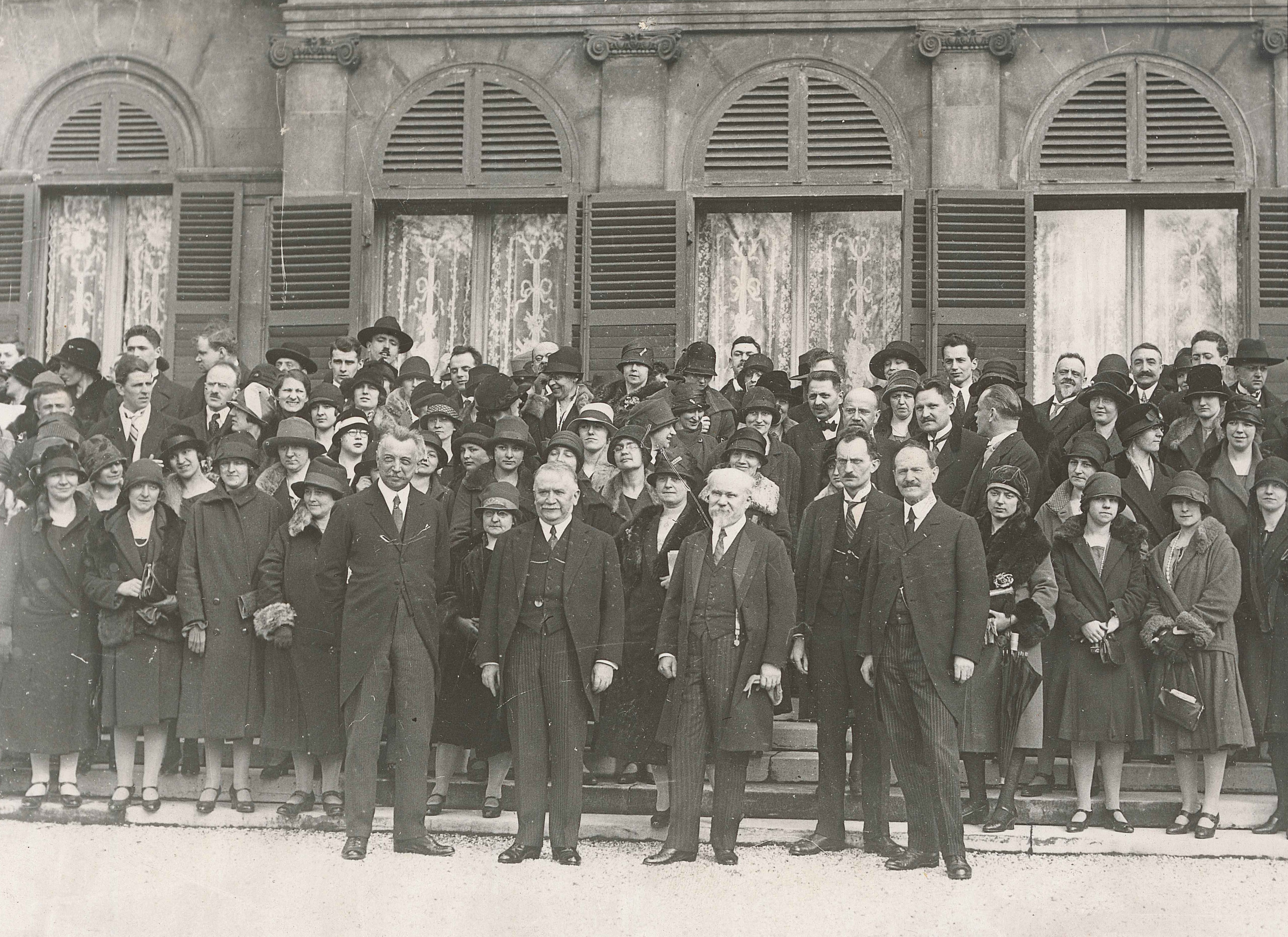
Photographie immortalisant une excursion des membres de la Faculté au début des années vingt. Coll. Médiathèque protestante de Strasbourg.

Paul Lobstein, le doyen, est chargé de la dogmatique, Guillaume Baldensperger du Nouveau Testament, Christian Eugène Ehrhardt est professeur de morale, Paul Sabatier d'histoire ecclésiastique, Jean Monnier de la théologie pratique et Antonin Causse tient la chaire d'Ancien Testament. Tous sont résolument francophiles, les Alsaciens nommés venant la plupart de Paris. Lobstein n'occupant sa chaire que provisoirement, Fernand Ménégoz le remplace dès l'obtention de son doctorat en 1925.
La Faculté constitue rapidement un ensemble solide, avec des enseignements originaux, comme celui de Charles Hauter en philosophie et d'Oscar Cullmann dans l'étude du grec et du Nouveau Testament. En 1920 est prise la décision de publier une revue, héritière de la Revue de Strasbourg ; elle prend le nom de Revue d'histoire et de philosophie religieuses (RHPR). Chaque année, la Faculté organise une sortie avec ses étudiants et elle possède plusieurs associations (trois associations étudiantes, la « Fédé », c'est-à-dire la Fédération Française des Associations Chrétiennes d'Étudiants, et la « Société d'encouragement »). On peut remarquer l'arrivée progressive des filles à la Faculté. La première s'inscrit en première année de théologie en 1922. De 1919 à 1945, 22 jeunes filles suivent des cours et certaines deviennent pasteurs.

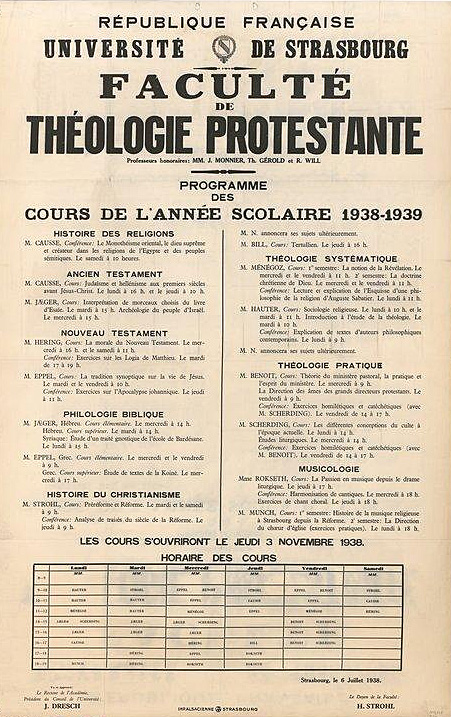
Programme des cours de l'année 1938-1939.

Pendant la Seconde Guerre mondiale, la défaite française et l'annexion de l'Alsace au Troisième Reich provoquent le repli de l'Université de Strasbourg à Clermont-Ferrand. La Faculté poursuit ses activités tant bien que mal, n'ayant plus qu'un cinquième de ses effectifs de 1938. La RHPR continue à paraître, jusqu'à l'occupation de la zone libre par les nazis à l'automne 1942. Néanmoins, certains professeurs sont arrêtés et déportés, à l'image de Charles Hauter et de l'un de ses fils en 1943.
Lorsque la Faculté rouvre ses portes en 1945, la reprise se révèle plus facile qu'en 1919, la majorité du corps professoral étant reconstituée. Cependant, de nouvelles têtes apparaissent. Par exemple, Edmond Jacob remplace Antonin Causse pour enseigner l'Ancien Testament et Roger Mehl est chargé d'enseigner la philosophie, puis l'éthique. La grande figure des années 1950 demeure Charles Hauter qui succède à Fernand Ménégoz en dogmatique. Comme dans toutes les universités de France, le nombre d'étudiants augmente peu à peu. En 1955, la Faculté compte 123 élèves ; après 1963, il y en a déjà plus de 200. En 1972, ils atteignent le nombre de 353. L'une des conséquences majeures de cette augmentation est la création de nouveaux postes de professeurs. En ce qui concerne l'organisation des études, celle-ci change en profondeur en quelques années. Du baccalauréat en théologie en cinq années (dont une est uniquement consacrée à la rédaction d'une thèse de baccalauréat), on passe après les décrets de 1954, 1957 et les évènements de mai 1968 à un alignement sur le système d'études des autres facultés, avec deux premières années de DEUG, une troisième de licence et une quatrième de maîtrise, au bout de laquelle il y a aussi une soutenance de mémoire. La thèse de l'ancienne licence, qui donnait le droit de passer un doctorat, est remplacée par deux certificats d'admissibilité en 1957.
Les œuvres publiées sous les auspices de la Faculté foisonnent, notamment grâce à la création de plusieurs centres de recherche (comme ceux de sociologie du protestantisme, d'analyse et de documents patristiques ou d'études et de pratique pédagogiques). Dans le domaine historique, François Wendel publie en 1950 un ouvrage qui est devenu depuis une référence : Calvin, Sources et évolution de sa pensée religieuse. Les travaux d'Étienne Trocmé sur le Nouveau Testament obtiennent une renommée internationale. Toutefois, l'homme qui contribue le plus au rayonnement de la Faculté s'avère être Roger Mehl. Ses études publiées de 1947 à 1987 dans les domaines de l'éthique, de l'œcuménisme et de la sociologie (qu'il introduit et promeut au sein de l'école) lui confèrent une grande notoriété. Depuis, la Faculté est un foyer de savants, comme il l'avait été au XIXe siècle, produisant de nombreux travaux (via la RHPR ou d'autres collections, comme la Bibliotheca dissidentium ou les Cahiers de Biblia Patristica). La plupart des étudiants continue à se loger au Stift, perpétuant ainsi une tradition vieille de presque quatre siècles. À présent, le nombre d'étudiants a toutefois diminué, se stabilisant autour de 200. En outre, la fonction première de la Faculté n'est plus de former des pasteurs mais des théologiens. Elle s'est ouverte aux autres sciences humaines, notamment aux sciences historiques, et collabore étroitement avec la Faculté de théologie catholique, bien qu'elle continue de préparer au ministère pastoral et d'assurer des formations continues solides aux pasteurs en exercice et aux laïcs engagés.

## Formations et recherche

### Formations
Pour les doctorats, voir la section "recherche".
Les formations en théologie protestante proposent des enseignements très variés : histoire, philosophie, éthique, sociologie, musicologie, dogmatique, langues anciennes, narratologie, etc.

#### Licence
Il existe deux sortes de licence : la licence fondamentale, qui conduit au master, et la licence appliquée.
Il est possible de suivre le cursus de licence en situation non-présentielle (Enseignement à distance) grâce aux cours publiés sur la plateforme Moodle et à des validations adaptées (pas de contrôle continu). Quatre grands champs disciplinaires sont étudiés :
- la Bible (Ancien Testament, Nouveau Testament; hébreu et grec anciens)
- l'histoire (histoire du christianisme ancien, médiéval, moderne et contemporain; histoire des religions)
- les disciplines systématiques (théologie systématique, dogmatique, éthique, philosophie)
- les disciplines pratiques (musicologie, sociologie des religions, théologie pratique)[37].

#### Master
Il existe deux masters mention théologie protestante : une spécialité de théologie protestante (master professionnel, celui qui est demandé par les grandes églises protestantes comme l'UEPAL ou l'EPUdF, et un master recherche plutôt orienté vers la poursuite d'études en doctorat) et une spécialité sciences religieuses (six parcours : sciences bibliques, histoire du christianisme, histoire des religions, systématique, théologie pratique, sociologie des religions.).

#### Diplômes d'université
- Certificat d'Initiation Théologique et Pédagogique (CITP)
- Certificat de Formation Théologique et Diaconale (CFTD)
- Certificat de Formation de Musicien d'Église (CFME)
- Certificat d'Initiation Théologique et Homilétique (CITH)
- Certificat de Formation à la Visite, à l'Écoute et à l'Accompagnement (CFVE)

### Recherche
Cette section ne s'appuie pas, ou pas assez, sur des sources secondaires ou tertiaires indépendantes du sujet. Le texte peut contenir des analyses inexactes ou inédites de sources primaires.
Pour l'améliorer, ajoutez-en, ou placez des modèles {{Source secondaire souhaitée}} ou {{Source secondaire nécessaire}} sur les passages mal sourcés. (novembre 2022)
- Axe 1 : les textes de référence et leur réception
  - Groupe de Recherches et d'Études Sémitiques Anciennes (GRESA)
  - Groupe de Recherches sur la Septante et le Judaïsme Ancien (GRSJA)
  - Groupe de Recherches Intertestamentaires (GRI)
- Axe 2: Histoire du Christianisme
  - Centre d'Analyse et de Documentation Patristique (CADP)
  - Groupe de Recherches sur les non-conformismes religieux du XVIe et XVIIe siècles et l'histoire des protestantismes (GRENEP)
- Axe 3: Dogmatique, œcuménisme et théologie pratique
  - Groupe de Recherches et d'Études Dogmatiques et Œcuméniques (GREDO)
  - Groupe de recherche et d'études en théologie pratique et herméneutique (GREPH)
- Axe 4: Sociologie des religions et Éthique sociale
  - Sociologie des Religions et Éthique Sociale (CSRES)

L’École doctorale de Théologie et de Sciences Religieuses (E.D. 270) regroupe les doctorants de la faculté de théologie protestante, catholique et de l'institut de droit canonique.

### Publications
La faculté est dotée d’une association des publications. Celle-ci édite une revue scientifique d’audience internationale, la Revue d’histoire et de philosophie religieuses. Elle s’occupe aussi de quelques collections, les « Études d’histoire et de philosophie religieuses », dirigés par Matthieu Arnold et édités aux PUF, « Écriture et Société », dirigé aussi par Matthieu Arnold mais édité aux Presses universitaires de Strasbourg, et les « Travaux de la Faculté de Théologie Protestante de Strasbourg » qui sont eux dirigés par Annie Noblesse-Rocher et Daniel Frey, et édités par l’association. Les « Cahiers de la RHPR » étaient édités aux PUF, mais cette collection n’est plus active (le dernier tome paru date de 1976).

## Équipements
Une bibliothèque spécialisée est commune aux Facultés de théologie protestante et catholique. Elle se trouve au Palais universitaire et est principalement ouverte aux étudiants de l'Université de Strasbourg. Les étudiants disposent également d'une vaste documentation à la Médiathèque protestante de Strasbourg qui est dans les locaux de l'ancienne Faculté, au Stift, sur le quai Saint-Thomas.

## Associations d'élèves
Il existe une Amicale des étudiants en Théologie Protestante de Strasbourg. Elle tisse des liens avec l'Amicale des étudiants de théologie catholique de Strasbourg (weekends de rentrée communs, réunions le même jour pour pouvoir passer de l'un à l'autre,...) et l'Association des Étudiants en Sciences Historiques. Les étudiants sont aussi souvent réunis dans des lieux précis de la vie protestante estudiantine : Aumônerie Universitaire Protestante et Stift (résidence protestante qui accueille en priorité les étudiants en théologie protestante).

## Enseignants et étudiants célèbres

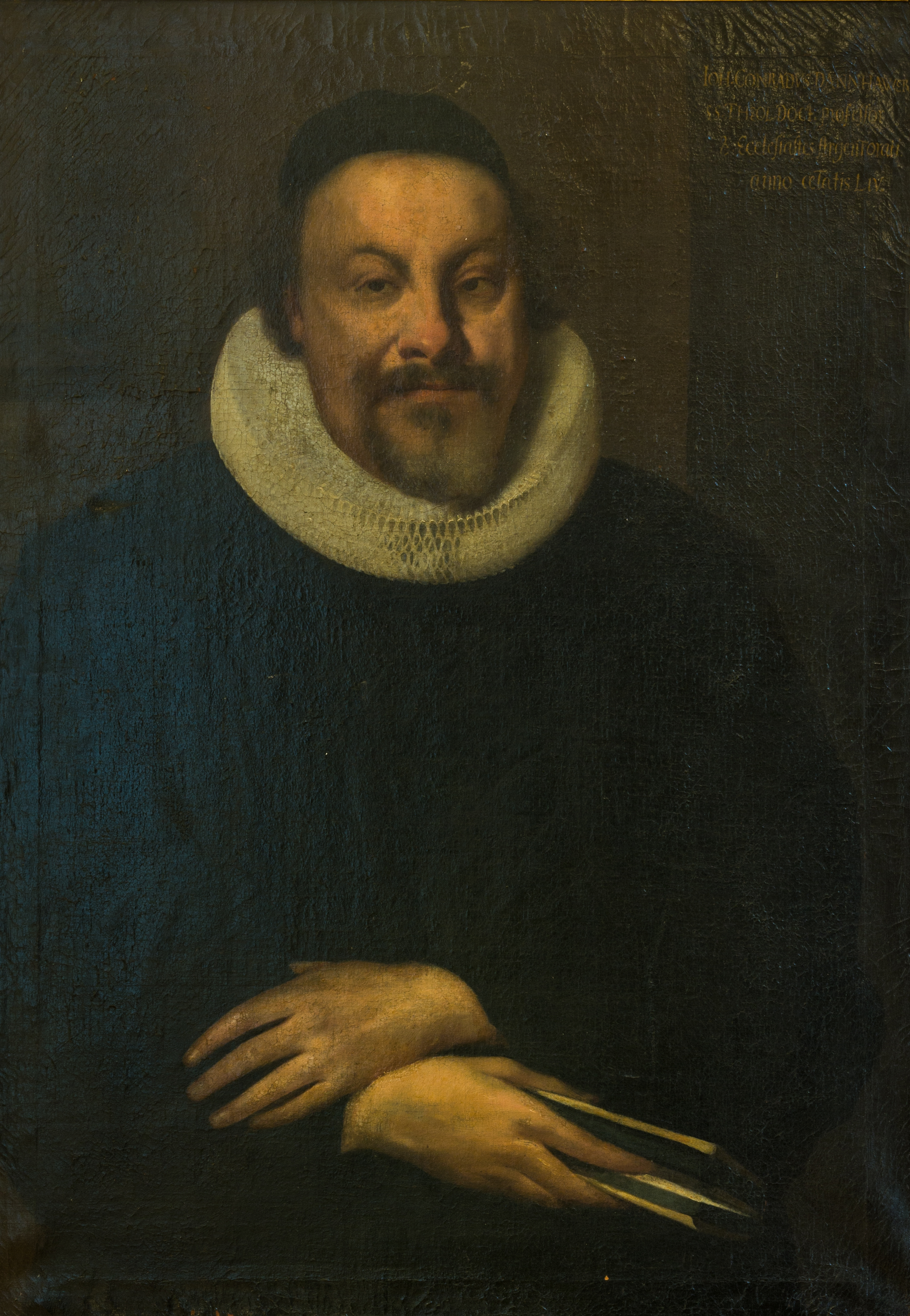
Jean Conrad Dannhauer.

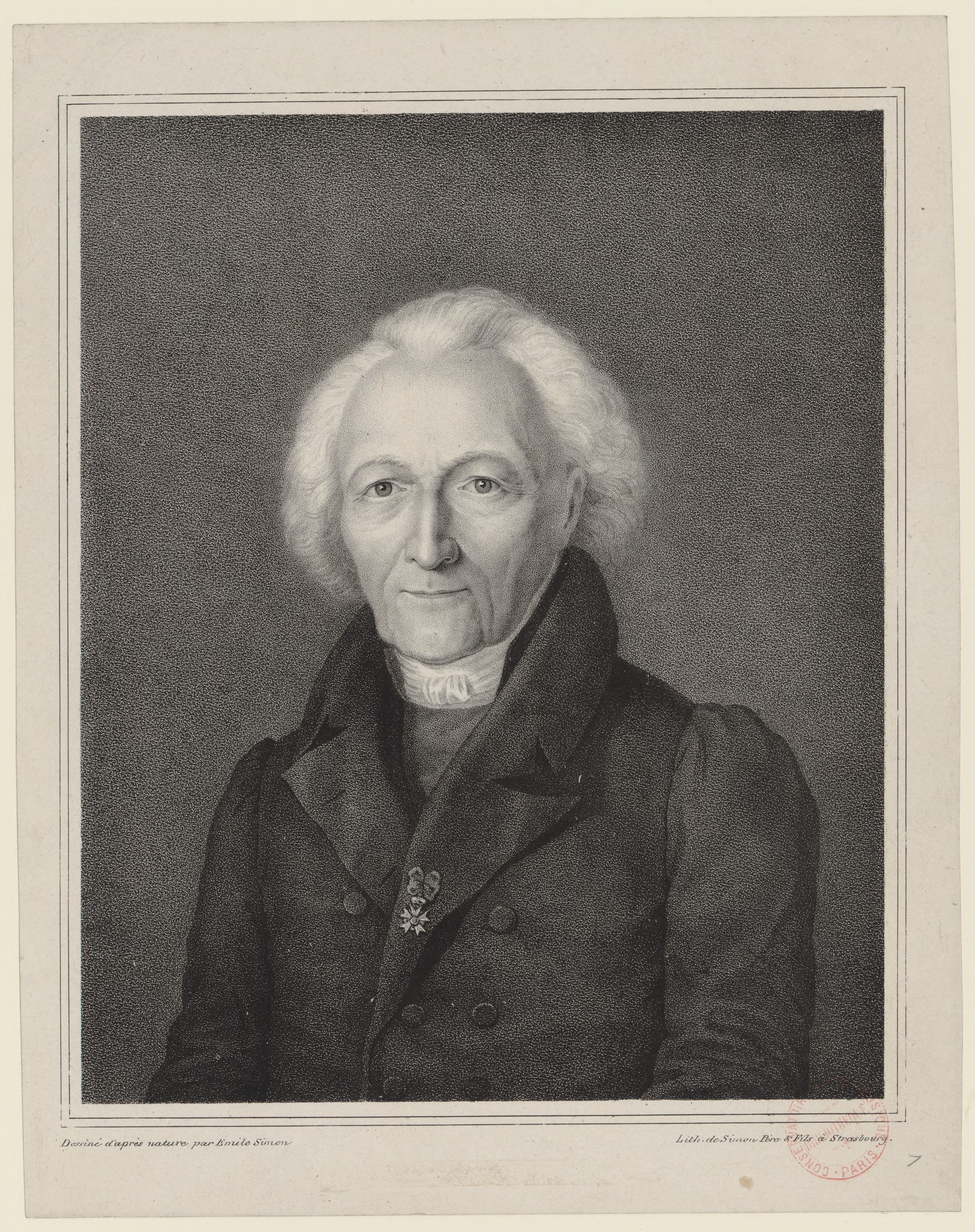
Isaac Haffner.

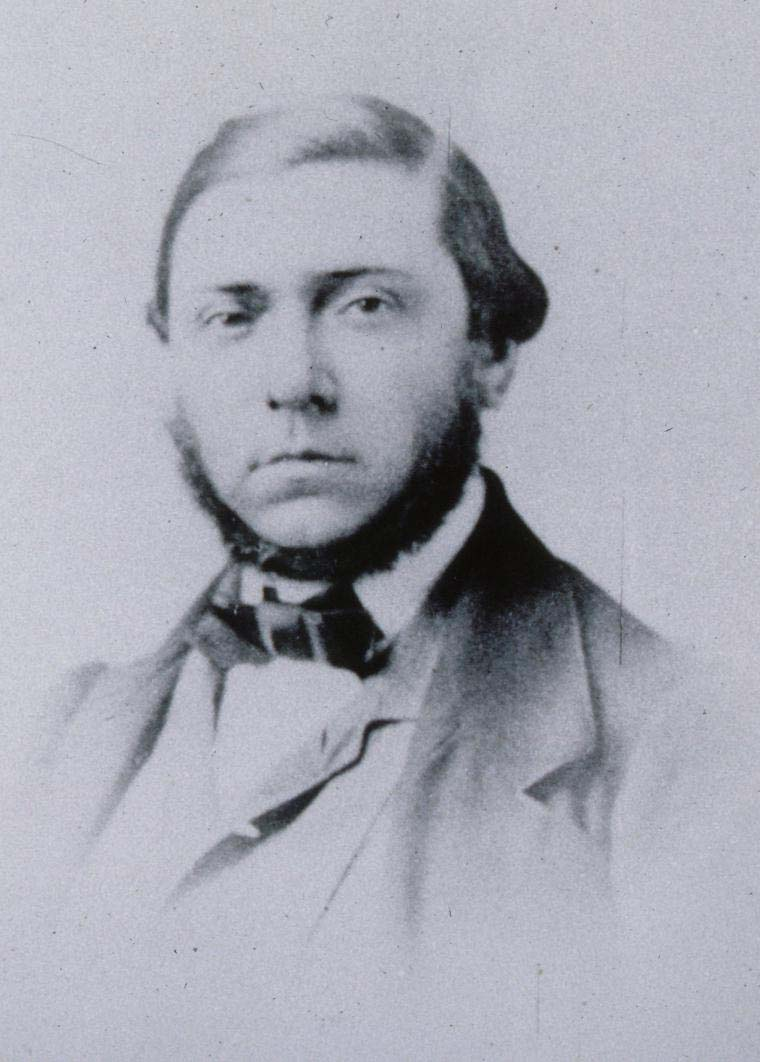
Timothée Colani.

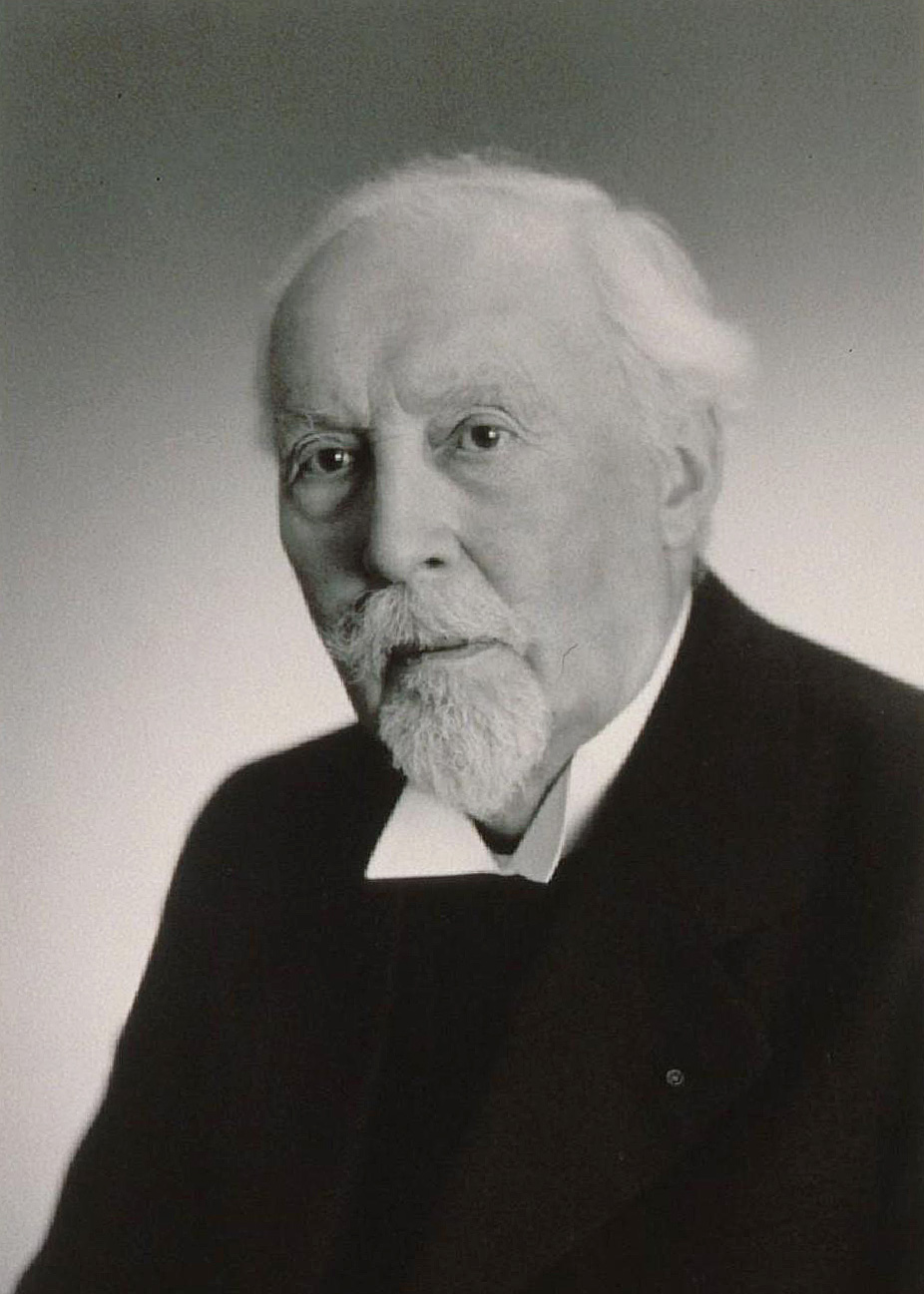
Henri Strohl.

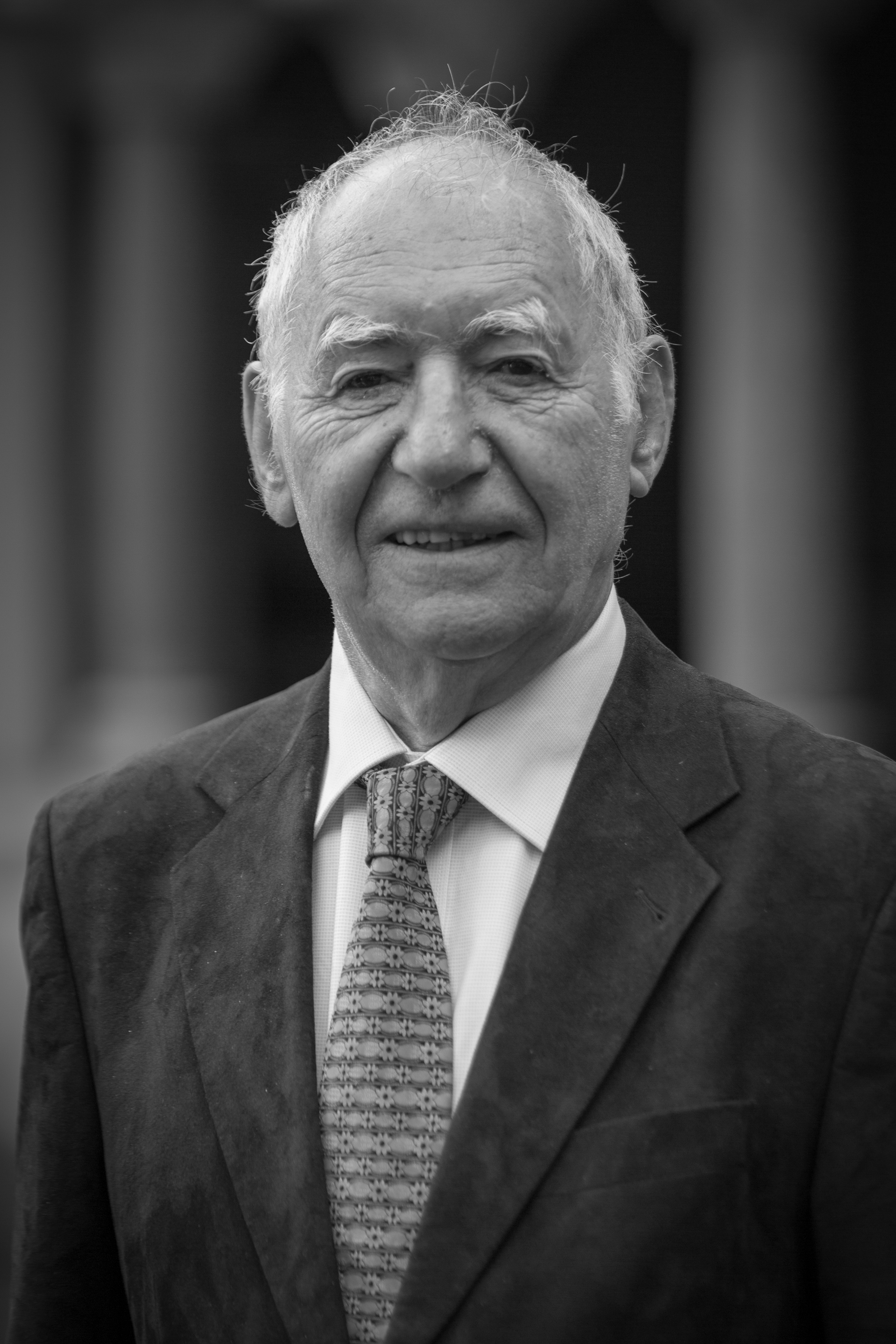
Marc Lienhard.

### XVIesiècle
- Jean Marbach (1521-1581), professeur

### XVIIesiècle
- Balthasar Bebel (1632-1686), professeur
- Johann Conrad Dannhauer (1603-1666), étudiant et professeur
- Jean Georges Dorsch (1597-1669), professeur
- Jean Schmidt (1594-1658), professeur
- Sébastien Schmidt (1617-1696), professeur
- Philippe-Jacques Spener (1635-1705), fondateur du piétisme
- Jean Joachim Zentgraff (1643-1707), professeur

### XVIIIesiècle
- Jean Laurent Blessig (1747-1816), étudiant et professeur
- Jean-Georges Dahler (1760-1831), étudiant et professeur
- Jacques Timothée Dürr (1796-1876), étudiant
- Frédéric-Charles-Timothée Emmerich (1786-1820), étudiant et professeur
- Jean Léonard III Froereisen (1694-1761), professeur
- Isaac Haffner (1751-1831), étudiant et professeur
- Jean-Frédéric Oberlin (1740-1826), étudiant
- Jérémie-Jacques Oberlin (1735-1806), étudiant et professeur
- François Henri Redslob (1770-1834), professeur
- Jean Georges Stuber (1722-1797), étudiant

### XIXesiècle
- Eugène Arnaud (1826-1905) étudiant, pasteur dans la Drôme, historien
- Jean Guillaume Baum (1809-1878), professeur
- Charles Bartholmé (1881-1962), étudiant
- Jean-Frédéric Bruch (1792-1874), professeur
- Timothée Colani (1824-1888), étudiant et professeur
- Athanase Josué Coquerel (1820-1875), étudiant
- Édouard Cunitz (1812-1886), professeur
- Tommy Fallot (1844-1904), étudiant
- Ernest Fontanès (1828-1903), étudiant
- Théodore Fritz[39] (1796-1864), professeur
- Frédéric Horning (1809-1882), étudiant, pasteur du «Réveil» religieux à Strasbourg
- Paul Guillaume Horning (1843-1927), pasteur et historien, fils du précédent
- André Jung (1793-1863), professeur
- Frédéric Lichtenberger (1832-1899), professeur, cofondateur et doyen de la Faculté de théologie protestante de Paris en 1877
- Paul Lobstein (1850-1922), professeur et doyen
- Jacques Matter (1791-1864), professeur et étudiant
- Auguste Carrière (1838-1902), étudiant
- Eugène Ménégoz (1838-1921), étudiant, professeur à la Faculté de théologie protestante de Paris
- Fernand Ménégoz (1873-1945), étudiant et professeur
- Alexis Muston (1810-1888), étudiant
- Camille Rabaud (1827-1921), étudiant
- Édouard Rabaud (1838-1919), étudiant
- Édouard Reuss (1804-1891), professeur
- Louis-Auguste Sabatier (1839-1901), professeur réformé à la Faculté de théologie protestante de Strasbourg, cofondateur de la Faculté de théologie protestante de Paris en 1877
- Paul Sabatier (1858-1928), pasteur, professeur d'histoire religieuse à la Faculté de Strasbourg
- Charles Scheer (1871-1936), professeur
- Edmond Schérer (1815-1889), étudiant
- Charles Schmidt (1812-1895), étudiant et professeur
- Albert Schweitzer (1875-1965), prix Nobel de la paix en 1952
- Louis Segond (1810-1885), étudiant, traducteur en français de la bible Segond
- Nathanaël Weiss (1845-1928), étudiant
- Charles Théodore Gérold (1837-1928), étudiant
- Ferdinand Braun (1812-1854), étudiant, poète, écrivain, critique musical et professeur d'allemand

### XXesiècle
- Christian Albecker (1955-), étudiant
- Matthieu Arnold (1965-), étudiant et professeur
- Jean-Daniel Benoît (1886-1975), professeur
- André Birmelé (1949-), étudiant, professeur et doyen
- André Caquot (1923-2004), professeur
- Antonin Causse[40] (1877-1947), professeur, cofondateur de la RHPR
- Marjolaine Chevallier (1931-), étudiante et maître de conférences
- Max-Alain Chevallier (1922-1990), étudiant et professeur
- François Clavairoly (1957-), étudiant
- Jean-François Collange (1944-), professeur
- Oscar Cullmann (1902-1999), étudiant, maître de conférences (1930-1938), professeur invité (1945-1948)
- Jean-Louis Decker (1939-2016), étudiant
- Jean-Daniel Dubois (1946-), docteur
- Isabelle Graesslé (1959-), docteure et théologienne protestante
- Christian Grappe (1957-), étudiant, professeur et doyen
- Frédéric Théobald Guerrier (1913-1981), pasteur et campanologue
- Charles Hauter (1888-1981), étudiant, professeur et doyen, cofondateur de la RHPR
- Michel Hoeffel (1935-), étudiant
- Frédéric Hoffet (1906-1969), étudiant
- Marieleine Hoffet (1905-1996), étudiante
- Marc Honegger (1926-2003), professeur de musicologie (1972–1991)[41]
- Georges Kempf (1916-2013), étudiant
- Christian Krieger (1964-), étudiant
- Marc Lienhard (1935-), étudiant, professeur et doyen
- Herrade Mehl (1913-1986), étudiante
- Roger Mehl (1912-1997), étudiant, professeur et doyen
- Marion Muller-Colard (1978-), étudiante
- Henri Ochsenbein (1911-1986), étudiant
- Rodolphe Peter (1916-1987), étudiant et professeur
- Marc Philonenko (1930-), étudiant, professeur et doyen
- Freddy Sarg (1948-), étudiant
- Roger Schütz (Frère Roger) (1915-2005), étudiant, fondateur de la communauté de Taizé
- Henri Strohl (1874-1969), étudiant, professeur et doyen
- Catherine Trautmann (1951-), étudiante
- Gabriel Vahanian (1927-2012), étudiant et professeur
- François Wendel (1905-1972), étudiant et professeur